# Étrepy
Étrepy település Franciaországban, Marne megyében. Lakosainak száma 115 fő (2022. január 1.). Étrepy Jussecourt-Minecourt, Bignicourt-sur-Saulx, Heiltz-le-Maurupt, Maurupt-le-Montois és Pargny-sur-Saulx községekkel határos.

## Népesség
A település népességének változása:
| Lakosok száma | 175  | 151  | 156  | 147  | 134  | 140  | 139  | 127  | 121  | 115  |
|               | 1968 | 1982 | 1990 | 2006 | 2013 | 2015 | 2017 | 2019 | 2020 | 2022 |